# Lai Autonomous Council
Lai Autonomous Council és una entitat autònoma, paral·lela a l'administració del districte de Saiha, creada per a l'ètnia lai (pawi) de Mizoram.
Abans de la creació de l'estat de Mizoram (1972) hi havia un únic consell autònom que es deia Pawi-Chakma-Lakher (creat l'abril de 1953) i la resta era el Lushai (Mizo) Hills Autonomous District Council, creat el 1952 i elevat a territori el 1970 incloent-hi el districte Pawi-Chakma-Lakher. La separació i creació dels tres districtes es va acordar el 1971 i el districte Lai va entrar en funcions el 1972.